# Paris (canción de Sabrina Carpenter)
«Paris» es una canción de la cantante estadounidense Sabrina Carpenter de su tercer álbum de estudio Singular: Act I (2019). La canción se estrenó por Hollywood Records como el primer sencillo promocional del álbum el 24 de octubre de 2018.

## Antecedentes y lanzamiento
«Paris» fue escrita en mayo de 2017 por Carpenter, Brett McLaughlin y Jason Evigan, después del primer viaje de Carpenter a París en su cumpleaños número 18. En la sesión de grabación en Chumba Meadows Studio en Tarzana, California, Leland le preguntó a Carpenter sobre su viaje a París y Evigan comenzó a tocar acordes de Europa del Este y fue entonces cuando comenzaron a escribir la canción. 
Una sesión acústica del tema se estrenó el 23 de agosto de 2019.

## Composición
Musicalmente, «Paris» es una canción de R&B de tres minutos y treinta y cinco segundos. Líricamente, la canción habla sobre Carpenter estando en París, la ciudad del amor y recordando a un amante de Los Ángeles mientras estaba allí. Carpenter declaró que la letra "¿Por qué me tomó tanto tiempo saber esto? / Asustada de poner el agua con las rosas" es su letra favorita del álbum, explicó la letra diciendo: "No te estás permitiendo a propósito veo algo, [...] a crecer en términos, pero estaba justo delante de ti ".  

## Recepción y crítica
The Line of Best Fit dijo que "el excelente primer sencillo promocional del álbum "trae campanas y sintetizadores mientras canta regresar a una vieja musa después de explorar una nueva ciudad". Mike Neid para Idolator comentó que es "Una oda a la ciudad del amor" [...] "Sin embargo, en lugar de reírse con una sexy parisina, la estrella en ascenso es bombardeada con recuerdos de su amante de Los Ángeles".

## Vídeo musical
El video musical se estrenó a través de Vevo y YouTube el 21 de diciembre de 2018. Carpenter lo mencionó con las fotos del video musical hasta su fecha de lanzamiento. Fue dirigida por Jasper Cable-Alexander y muestra clips de Carpenter en una habitación de hotel y en las calles de París.

## Presentaciones en vivo
Carpenter estrenó la canción en el evento de lanzamiento Singular: Act I en Londres. Además, interpretó la canción en la serie de conciertos de verano de Good Morning America. 

## Historial de lanzamiento
| País   | Fecha                  | Formato                     | Discográfica      | Ref.  |
| ------ | ---------------------- | --------------------------- | ----------------- | ----- |
| Varios | 24 de octubre de 20180 | Descarga digital, Streaming | Hollywood Records | [ 1 ] |